# Bouillancy
Bouillancy település Franciaországban, Oise megyében. Lakosainak száma 425 fő (2022. január 1.). Bouillancy Acy-en-Multien, Betz, Brégy, Chèvreville, Réez-Fosse-Martin és Villers-Saint-Genest községekkel határos.

## Népesség
A település népességének változása:
| Lakosok száma | 371  | 379  | 393  | 382  | 395  | 407  | 420  | 422  | 425  |
|               | 2013 | 2015 | 2016 | 2017 | 2018 | 2019 | 2020 | 2021 | 2022 |